# Major
Major (förkortning: mj) är en militär officersgrad som finns i de flesta länders försvarsmakt. I flottan motsvaras major av örlogskapten. Graden går in under OF-3 (NATO-kod "Officers"). 

## Sverige
För att kunna befordras till major krävs det att man läser den 10 månader långa stabsutbildningen (SU) på Försvarshögskolan. Majoren är en taktisk officer med tjänsteställning över kapten men under överstelöjtnant samt regementsförvaltare.
Vanliga befattningar för majorer kan vara kompani- eller skvadronchef, stabschef, stf bataljonschef, hemvärnsbataljonschef m.m. I krigsorganisationen och utbildningsorganisationen är majoren tänkt att vara kompanichef.

### Gradbeteckning
I armén betecknas graden med en stjärna under en krona. I amfibiekåren bärs en granat av 13 (12,7) mm galon, över en 6 mm galon samt en 13 (12,7) mm galon. I flygvapnet bärs ett flygemblem, en 13 (12,7) mm galon, en 6 mm galon och en 13 (12,7) mm galon. Gradbeteckningarna för amfibiekåren och flygvapnet hade före 2003 ett annat utseende, se Gradbeteckning 1987-2003.

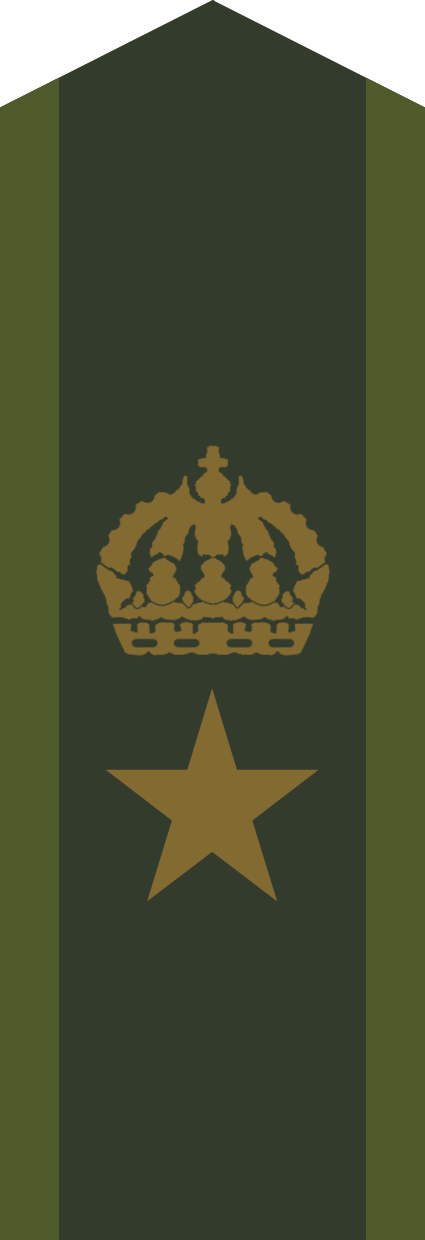
Armén
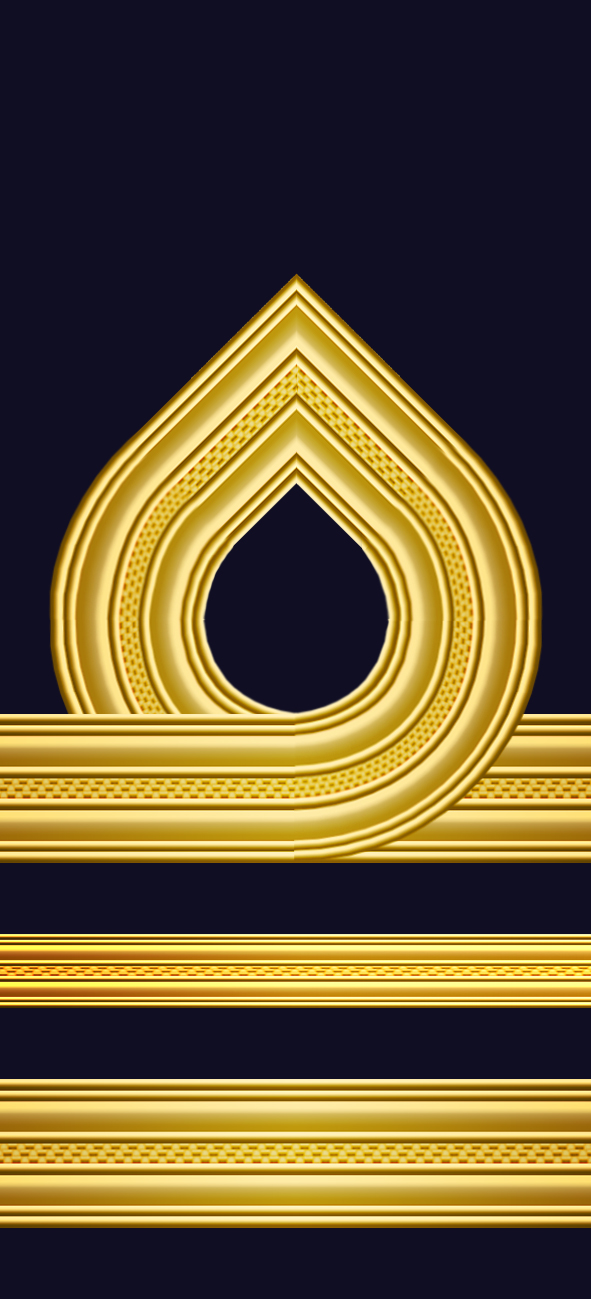
Amfibiekåren
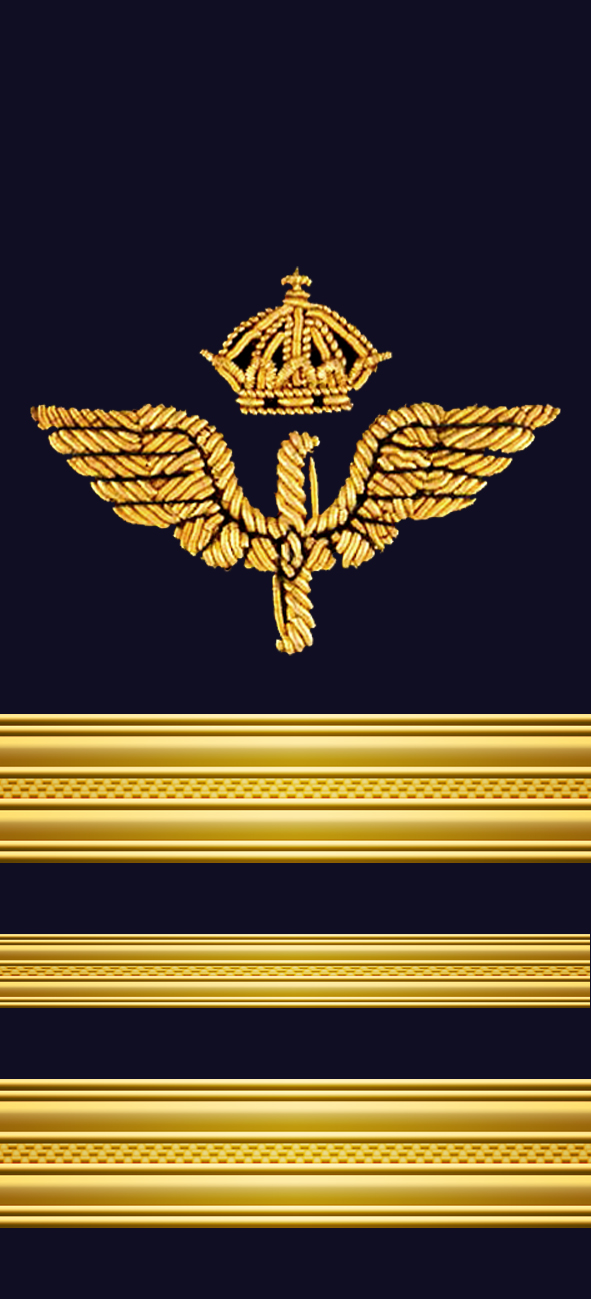
Flygvapnet

Vid Livgardet bär majorer gradbeteckningar enligt ett äldre system till uniform m/1886 och m/1895.
Axelklaffar m/1899 består av flätat silversnöre med en stjärna m/ä i guld. Mössa m/1865-99 respektive lägermössa m/1895 består av en 12 mm silvergalon över en 4 mm silvergalon. På kappa m/1872 respektive m/1895 bärs en 16 mm silvergalon runtom axelklaffen med en stjärna m/ä i silver.

### Gradbeteckning på ärm
Amfibiekåren bär gradbeteckning på ärmarna till innerkavaj m/48 och mässdräkt m/1878. Flygvapnet bär gradbeteckning på ärmar till mässdräkt m/1938.

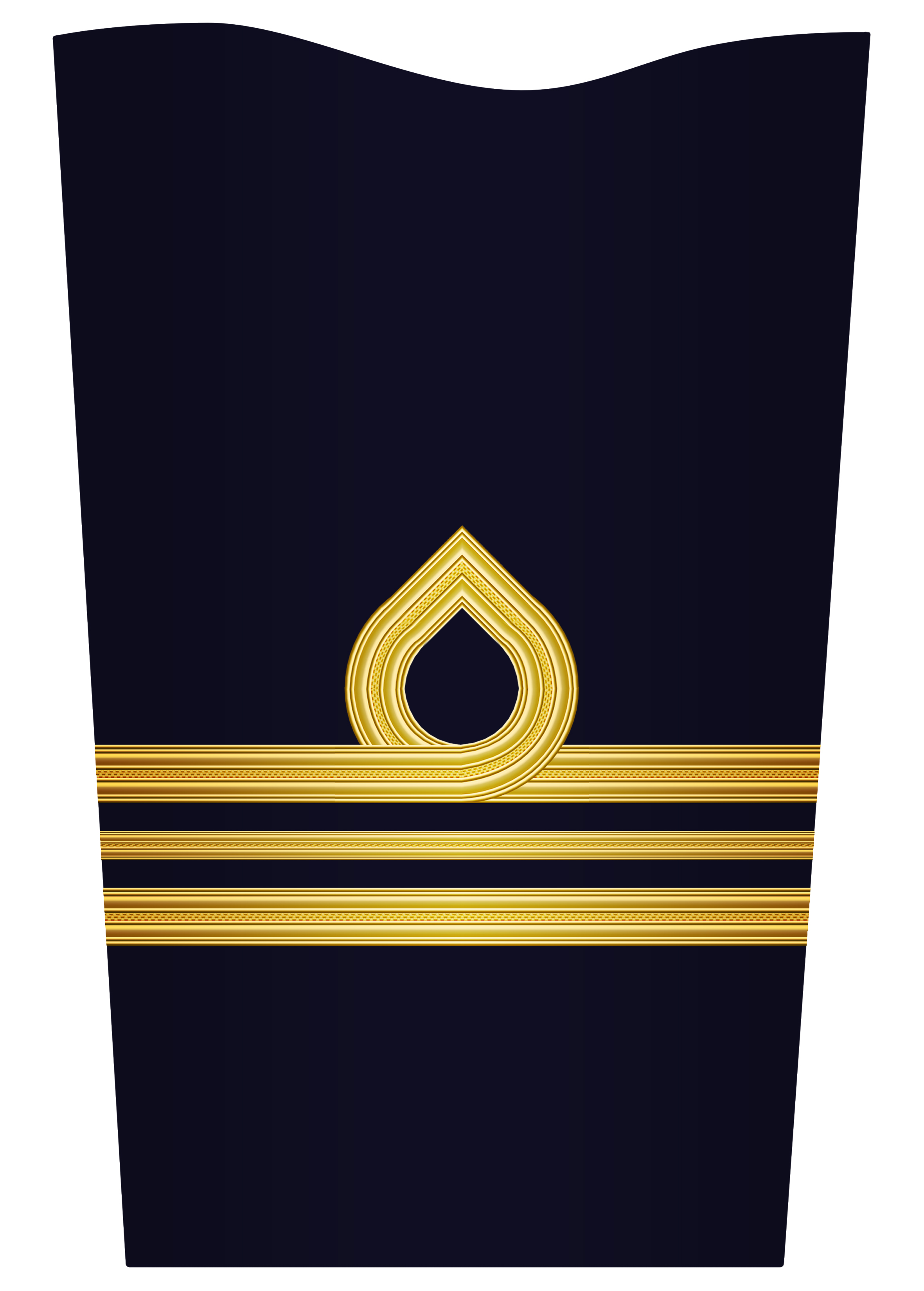
Amfibiekåren
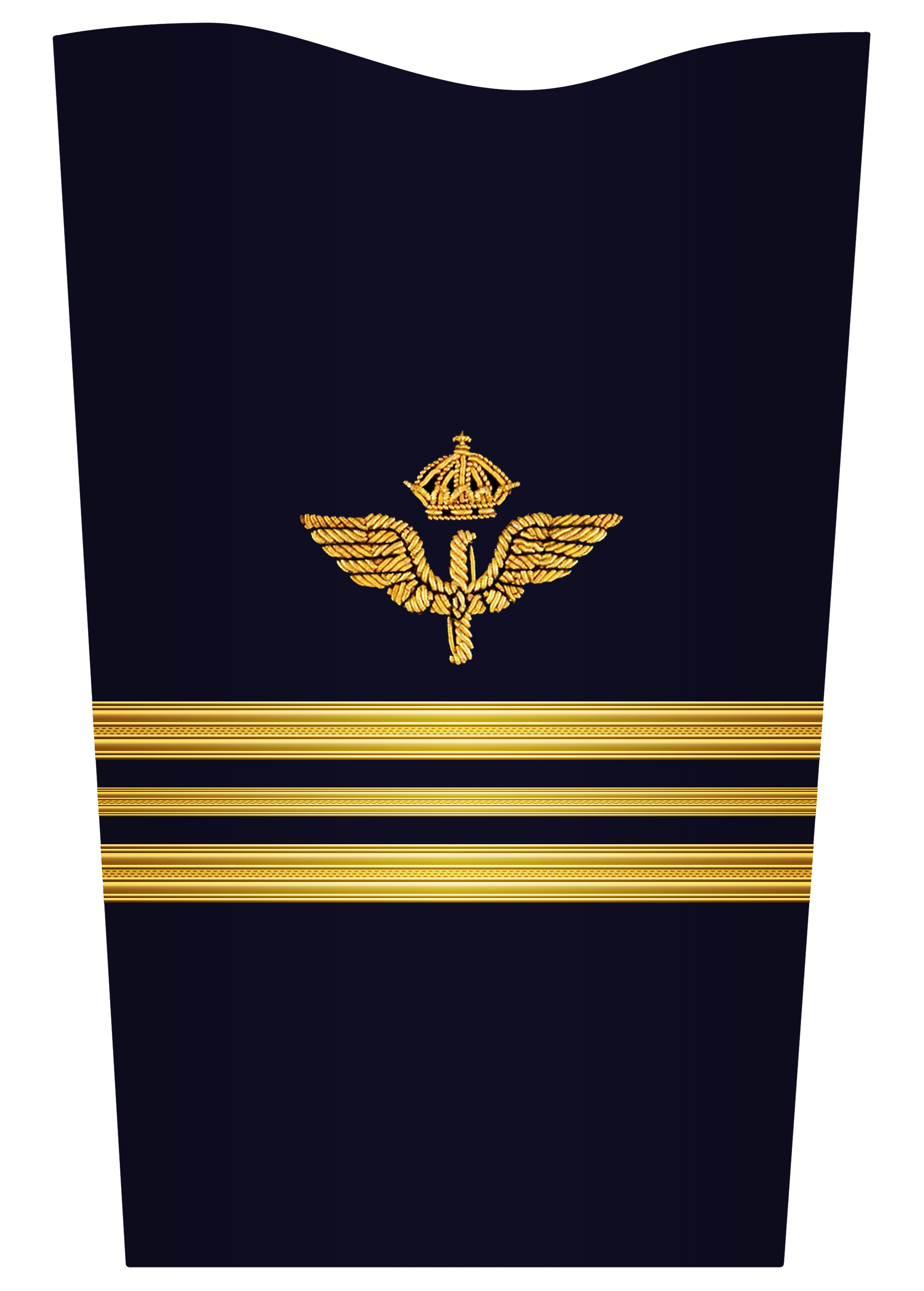
Flygvapnet

## Historik
I den nya befälsordningen 1983 (-2009) klassades majorer som yrkesofficerare och kategoriserades under kompetensnivå 4. Efter genomgånget chefsprogram på Försvarshögskolan hade majoren däremot kompetensnivå 3, vilket är högre. Major var då den högsta grad man kunde nå som reservofficer.
Före 1983, enligt 1972 års befälsordning, hade majorer kompetensnivå B. Befattningsnivån låg på bataljonschef, men typbefattningen inom utbildningsorganisationen i fredstid var som kompanichef. Man klassades då som regementsofficer.

### Gradbeteckning 1987-2003
I amfibiekåren och flygvapnet såg gradbeteckningen annorlunda ut mellan 1987 och 2003 mot hur den ser ut idag. Den bestod av en granat eller galon om 12 mm, följt av en 12 mm galon, en 6 mm galon och slutligen en 12 mm galon. Detta ändrades år 2003 för att få ett mer internationellt utseende.

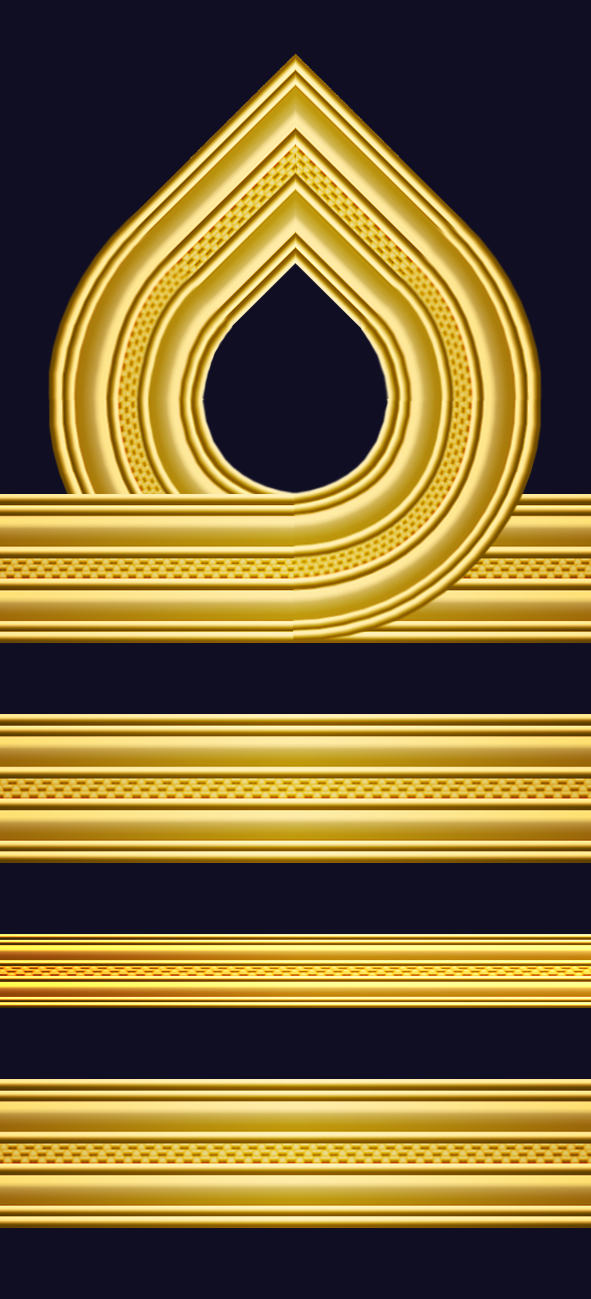
Amfibiekåren 1987-2003
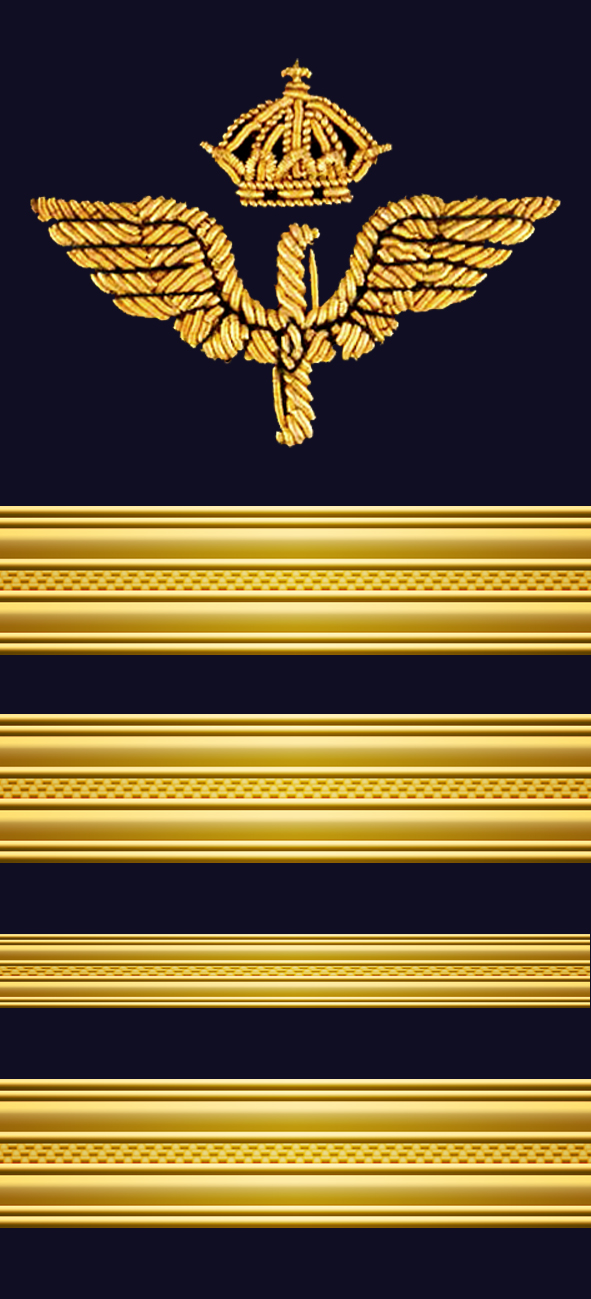
Flygvapnet 1987-2003

### Innan 1900-talet
Efter fastställandet av regementsindelningen i Sverige 1634 fanns en major i alla regementen. Majoren ledde vanligen en bataljon.